# Tschakå m/1831

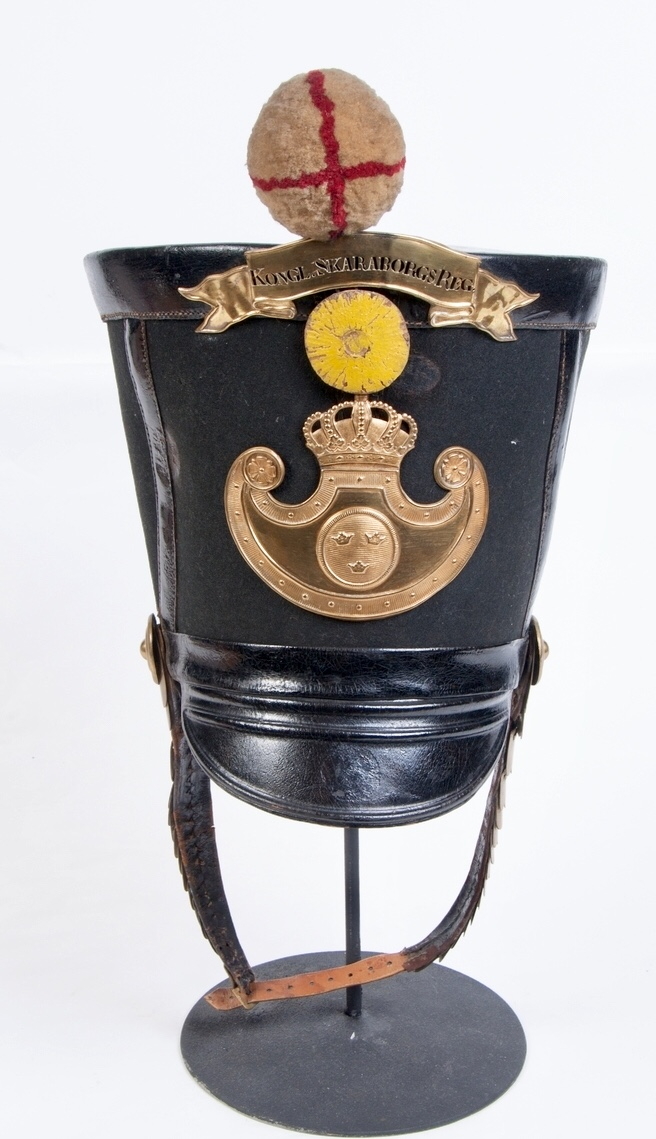
Tschakå m/1831 för manskap vid Skaraborgs infanteriregemente.

Tschakå m/1831 är en huvudbonad som har använts inom den svenska krigsmakten (nuvarande försvarsmakten).

## Utseende
Tschakå m/1831 ersatte den tidigare tschakå m/1815. Denna nya tschakå var högre, rakare och lättare än den tidigare modellen. Tschakån var tillverkad i svart filt med skärm och kulle av läder. Framtill hade den en vapenplåt av mässing med ”tre kronor” samt en plåt med regementets namn, gul kokard av läder samt pompon.

## Användning
Tschakå m/1831 brukades av hela infanteriet förutom Svea och Göta livgarden samt första och andra livgrenadjärregementena.

## Galleri

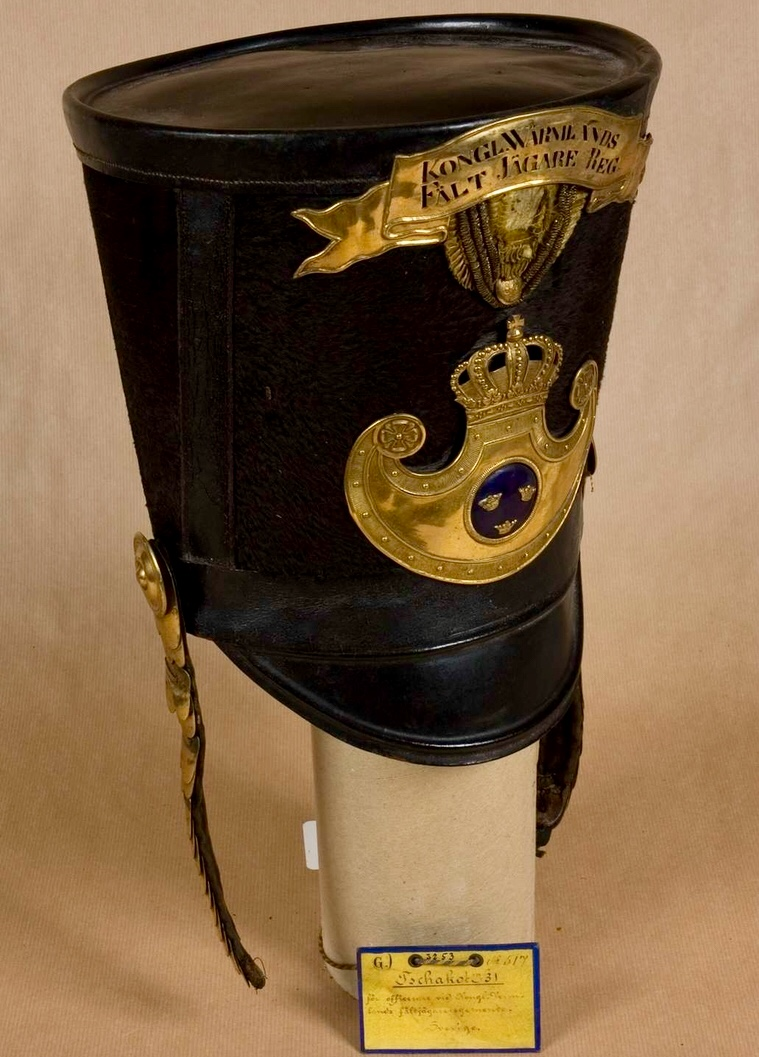
Tschakå m/1831 för officerare vid Värmlands fältjägarkår.

### Webbkällor
- Uniformer vid den svenska armén - 1800-tal - Infanteriets uniformer, sida 1